# Pla de Tudela
El Pla o Paratge de Tudela és un espai del Cap de Creus amb una particular geologia i paisatge, des del 1998 inclòs dins del Parc Natural del Cap de Creus. Del 1962 a 2004 estigué ocupat pel complex turístic de vacances del Club Méditerranée S.A. (Club Med). A més de ser una zona visitada per naus des de l'antiguitat, ha inspirat nombrosos artistes com en Salvador Dalí.

## Geografia
El Pla de Tudela compren unes 4,5 hectàrees. Una de les cales del Pla és la Cala Culip, característica per la seva gran fondària. El seu talús està compost per roques enormes, còdols i grava. La cala té una platja de sorra grossa. Al davant de la Cala hi ha l'illa d'es Culleró.

## Flora i fauna
Des del punt de vista biològic, resulten especialment destacables la diversitat i la riquesa del patrimoni vegetal del Pla, conseqüències directes de la seva situació biogeogràfica, la coexistència d'elements mediterranis i extramediterranis i la presència de nombroses espècies rares, algunes endèmiques. Es tracta d'un paisatge vegetal dominat per les brolles d'estepes i brucs acidòfils amb ròdols de suredes.
Es destaquen les següents espècies autòctones: fonoll marí (Crithmum maritimum), Armèria de mar (Armeria ruscinonensis), policarp de mar (Polycarpon polycarpoides), pastanaga marina (Daucus gingidium), sempreviva (Helichrysum stoechas), Jonc boval (Scirpus holoschoenus), estepa borrera (Cistus salvifolius), ensopeguera de trèmols (Limonium tremolsii), botja groga (Limbarda crithmoides), salat blanc (Atriplex halimus), llentiscle (Pistacia lentiscus), càdec (Juniperus oxycedrus), Cap d'ase o tomaní (Lavandula stoechas), coixinet de monja (Astragalus tragacantha), canyís (Phragmites australis)
El Parc Natural de Cap de Creus destaca per ser un punt d'interès per a l'observació d'aus marines en pas, pel fet d'estar situat en un extrem sortint a mar, en la punta més est del país. Entre les espècies més interessants que es poden observar a la zona s'hi troba: corb marí emplomallat (Phalacroccorax aristotelis desmaresti), espècie amenaçada; diverses espècies de baldriga: baldriga mediterrànea (Puffinus yelkouan), baldriga balear (Puffius mauret), espècie amenaçada, i la baldriga cendrosa (Calonectris diomedea); l'Ocell de tempesta (Hydrobates pelagicus), espècie en perill d'extinció a Catalunya; una de les dues parelles d'àliga cuabarrada (Aquila fasciata) presents a Cap de Creus cria en penya1segats marins pròxims a la zona; i falcó pelegrí (Falco peregrinus).
Als ambients de riera poc humanitzats i molt favorables per amfibis i rèptils trobem diferents espècies més o menys comunes: rana perezii, dragó comú (Tarentola mauritanica), dragó rosat (Hemidactylus turcicus) i tortuga de rierol (Mauremys leprosa).
Les aigües del Cap de Creus amb poca contaminació, i la morfologia retallada de la costa possibiliten una àmplia diversitat d'hàbitats per als organismes marins. Entre les espècies de plantes marines hi ha: Lithophyllum tortuosum, Cystoseria sp., alga dels vidriers (Posidonia oceànica Cymodocea sp.), Zootera noltii i corall vermell (Corallium rubrum). Entre les espècies de peixos, rorqual (Balaenoptera physalus), dofí llistat (Stenella coeruleoalba) i dofí mular (Tursiops truncatus).

## Història

### De l'Edat antiga al Segle XX
Per les seves característiques, gran profunditat i fàcil accés a la terra, la Cala Culip degué atraure embarcacions des de l'antiguitat i al seu fons s'hi han trobat el derelicte de diverses embarcacions gregues i romanes.
El pintor Salvador Dalí fou un dels "descobridors" de la zona. Des del seu refugi de Portlligat l'havia visitat diverses vegades i s'inspirà en la seva geologia per algunes de les seves obres surrealistes. Almenys dos cèlebres olis seus estarien ambientats al Pla de Tudela: "El gran masturbador", pintat el 1929 (Museo Nacional Centro de Arte Reina Sofía, Madrid), que s'hauria inspirat en una roca de l'illa de Culleró, situada davant la cala Culleró, a l'oest de la Cala Culip; i "L'espectre del sex-appeal", pintat el 1934, on el paisatge rocallós del Pla hauria servit al pintor per escenificar les seves fòbies infantils sobre la sexualitat.
El 6 d'octubre de 1934 el mateix Dalí donà una conferència a la desapareguda Llibreria Catalònia sobre Surrealisme i que es titulava The Surrealist and phenomenal mystery of the bedside table. Durant la xerrada el pintor va fer la següent descripció sobre el Pla de Tudela: 
| «                                                                              | Seguint la costa cap avall del Cap de Creus i vers el Port de la Selva, s'hi troba un indret desèrtic, salvatgement mineral, on les convulsions estèrils d'un deliri geològic mineral es troben immobilitzades en la desolació vibrant de ruïnes de mica | » |
| — 1934, conferència The Surrealist and phenomenal mystery of the bedside table | |   |

Anys més tard, el 1969, el pintor figuerenc diria el següent sobre el paratge:
| «      | Es un paratge mitològic que és fet per a Déus més que per a homes i cal que continuï com està | » |
| — 1969 |                                                                                               |   |

### Club Med
El 1961 es comença a construir el complex turístic del Club Mediterranée, que s'inaugurà l'any següent. El projecte urbanístic estigué a càrrec de l'arquitecte figuerenc Pelai Martínez en col·laboració amb l'arquitecte del Club Med Jean Weiler. En Pelai Martínez va elaborar el projecte a través d'un acurat estudi de l'arquitectura vernacular i el disseny final s'inspirava en la típica arquitectura mediterrània: construccions en cub, ús de la roca viva i de les pedres, encalat. L'arquitecte hauria acceptat de fer-se càrrec del projecte per tal d'evitar que un projecte pitjor malmetés el paratge que ell havia conegut des de petit. Entre els amics que li donaren suport durant l'elaboració del projecte hi havia en Dalí mateix i en Josep Pla.
La ciutat de vacances ocupava 4,5 hectàrees i tenia capacitat per a 1.200 turistes, era autosuficient pel que fa a l'abastiment d'aigua i tenia xarxes d'aigües residuals i d'electricitat. A cada bungalou hi cabien dues persones i les casetes estaven disposades per la finca de manera que "vistes des del mar tinguin l'aspecte d'una volada de gavians", en paraules de Pelai Martínez. Eren austeres en dimensions (feien 10,8 m2) i en decoració: tenien, explicava l'arquitecte, "un amoblament senzill, un bon aïllament climàtic i una bona orientació sense voler assemblar-se a una habitació d'hotel i més aviat a una tenda d'acampada, sense cap tipus d'instal·lació d'aigua i llum". A través d'una sèrie de camins, les àrees residencials es connectaven als banys públics i a la zona de vall, on hi havia les àrees d'esbarjo; aquestes incloïen dos restaurants, bar, piscina, pistes d'esports, discoteca i un petit amfiteatre per espectacles i música.
La urbanització del paratge va crear certa polèmica degut al gran impacte que causava sobre l'entorn natural. En aquells moments, en ple règim franquista el Cap de Creus encara no tenia el seu estatus de protecció actual. A més, era l'època del boom turístic, que significà l'explotació i urbanització de gran part de la costa catalana.
El poblat turístic estigué actiu durant 40 anys. Durant aquest temps l'espai del Club Med era de fet propietat privada, no afectada per la llei de costes i per entrar-hi es necessitava un "pas de visitant" expedit pel Club.
A principis del segle xxi, l'empresa del Club Med presentava pèrdues considerables. El 1998, l'aprovació de la llei 4/1998 de protecció del Cap de Creus havia significat l'acte oficial de liquidació del Club Med. Però fou a l'estiu del 2004 quan la urbanització tancà definitivament les seves portes. Al desembre de 2005 el Ministeri de Medi Ambient anuncià després d'anys de negociacions amb els propietaris, la compra del Club Mediterranée per un import de 4,4 milions d'euros.

### Projecte de desconstrucció
El projecte de "desconstrucció" del Club Med va anar a càrrec dels equips dirigits pel paisatgista Martí Franch (EMF, Arquitectura del Paisatge) i Ton Ardèvol (Ardèvol Consultors Associats). Els clients del projecte eren el Ministerio del Medio Ambiente, el departament de Medi Ambient de la Generalitat de Catalunya (actual Departament de Territori i Sostenibilitat), el Parc Natural del Cap de Creus i l'empresa Gestora de Runes de la Construcció S.A.
La restauració del paratge de Tudela va tenir un pressupost de 5.185.185 euros. En una superfície de 90 hectàrees, el projecte va incloure l'enderroc de 430 edificacions que formaven el village de vacances del Club Med, per tal de restaurar el rar ecosistema tot creant un recorregut didàctic per la zona. La restauració va significar la utilització de tècniques de restauració ambiental, de desconstrucció i reciclatge de residus innovadores. Incloïa l'extracció de més de 50 hectàrees de flora exòtica invasora, que va ser substituïda per espècies autòctones, i la gestió i el reciclatge de 42.000 metres cúbics de residus, que van omplir 3.000 camions per ser traslladats.
La demolició començà el 2009. Es realitzà en diferents fases i costà uns 7 milions d'euros.
El 2012 el projecte d'EMF Landscape Architecture fou premiat amb el premi d'honor de l'American Society of Landscape Architects (ASLA). A la web de l'ASLA, els dissenyadors definien així el seu concepte:
| «                                                             | Aquest projecte pretén convertir-se en una mostra de referència per a projectes de restauració de la naturalesa integrats en el paisatge. El projecte parteix d'una obra de demolició, d'una simple restitució de l'habitat, per esdevenir un programa creatiu de restauració del paisatge. A través d'accions necessàriament econòmiques, el disseny interpreta i organitza la deconstrucció hàbilment, entenent-los com una combinació de destrucció i construcció per celebrar les peculiaritats, tant naturals com culturals, del lloc. Proposa formes per coreografiar els visitants in-situ portant-los vers una narrativa que estimula la cultura en la natura sota un enfocament innovador i, finalment, s'interroga sobre si borrar i buidar són actes més vàlids que omplir i afegir. | » |
| — 2012 American Society of Landscape Architects (ASLA) Awards | |   |

El mateix any el projecte guanyà el VII Premi Europeu de Paisatge Rosa Barba dotat de 15.000 euros.
Els motius per a l'erradicació del Club així com el projecte paissatgistic per part d'EMF Landscape Architecture i Ardévols Associates consultors va ser objecte de controversia i debat.

### Parc Natural del Cap de Creus
El 1998, s'aprovà la llei 4/1998 de protecció del Cap de Creus, que passà a ser Reserva Natural Integral (RNI) de Cap de Creus. El Pla de Tudela passà a formar part de la RNI però com a zona d'àmbit d'ordenació específica. A través de directives posteriors, LIC ES5120007 i Directiva d'Habitats 92/43/CEE aprovada amb acord 112/2006 per la Generalitat de Catalunya, el Pla passà a ser inclòs en dos árees d'interès comunitari: Códig 1240 "Penyassegats de les costes mediterrànies colonitzats per vegetació, amb ensopegueres endèmiques" i Còdig 5210 "Màquies i garrigues amb Juniperus spp arborescents no dunars".

## Galeria d'imatges

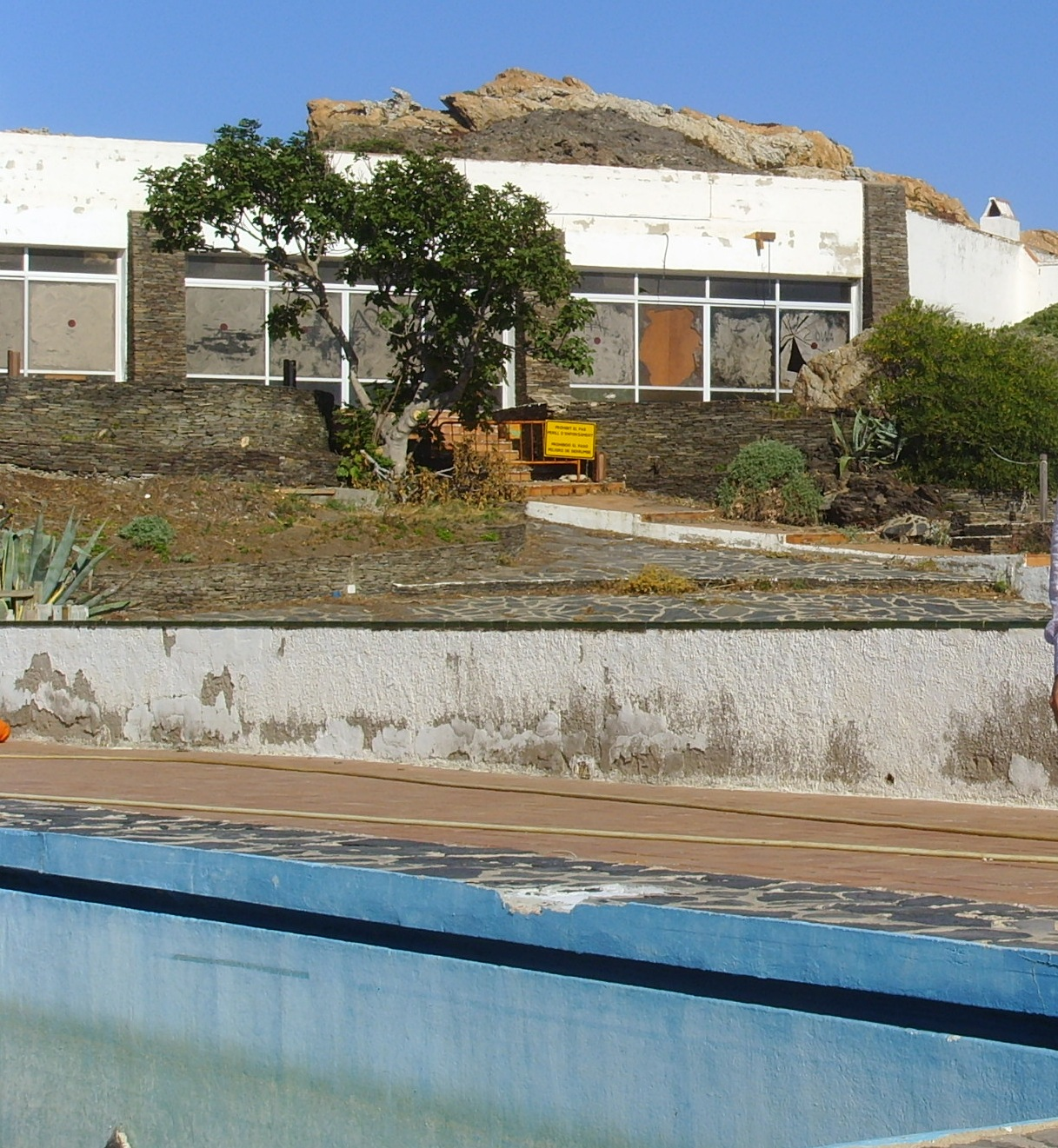
Club Med, la piscina i el club social al fons, foto 2009
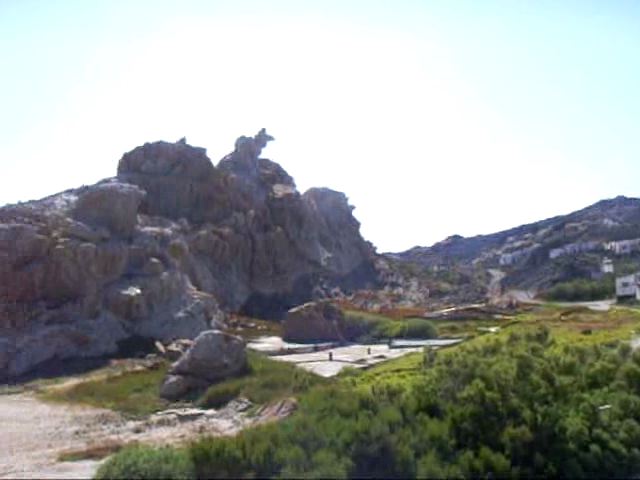
Club Med, habitacles en direcció oest i al fons la roca "S'àguila", foto 2009
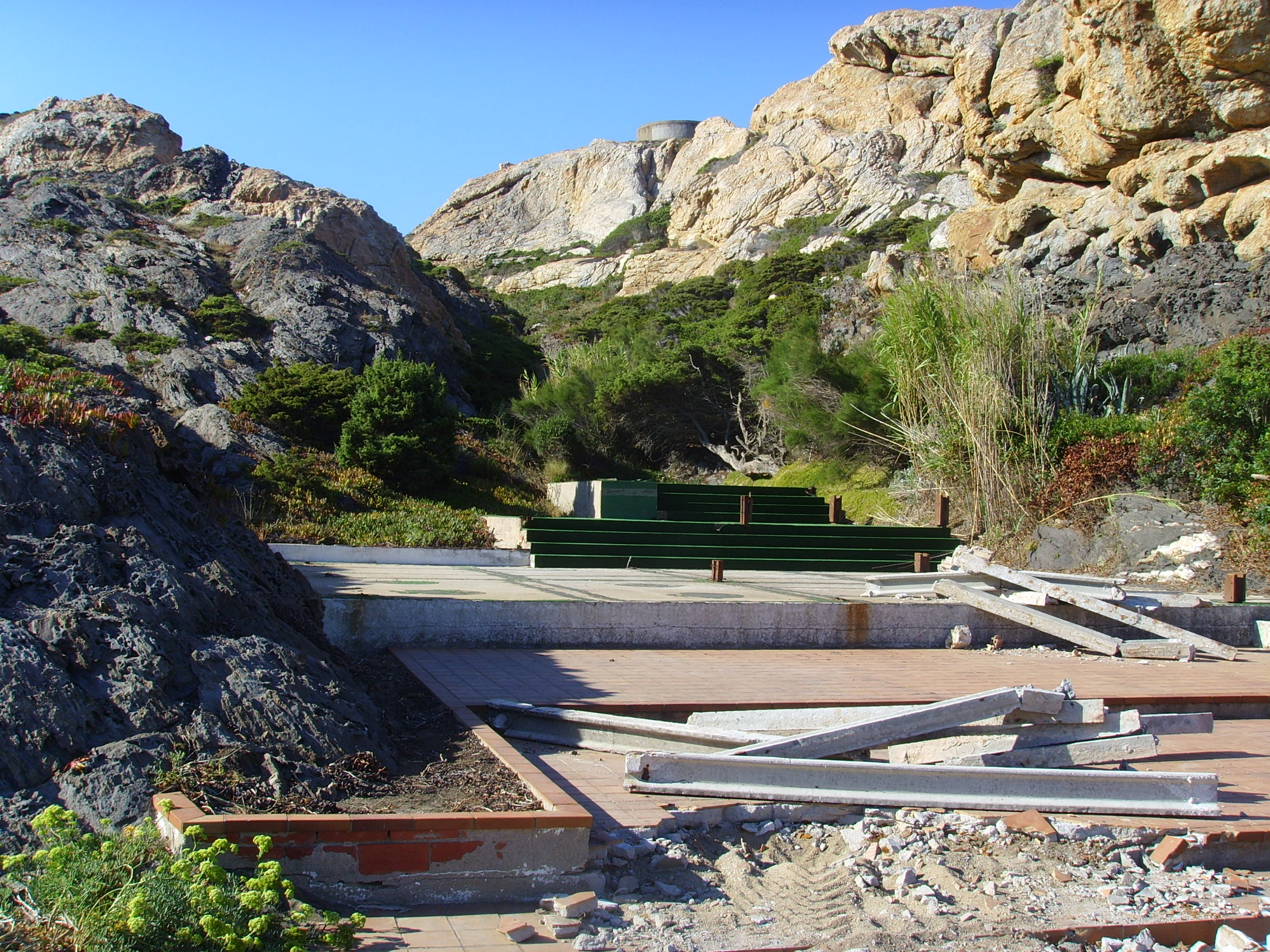
Club Med, plataforma i al fons el dipòsit d'aigua, foto 2009
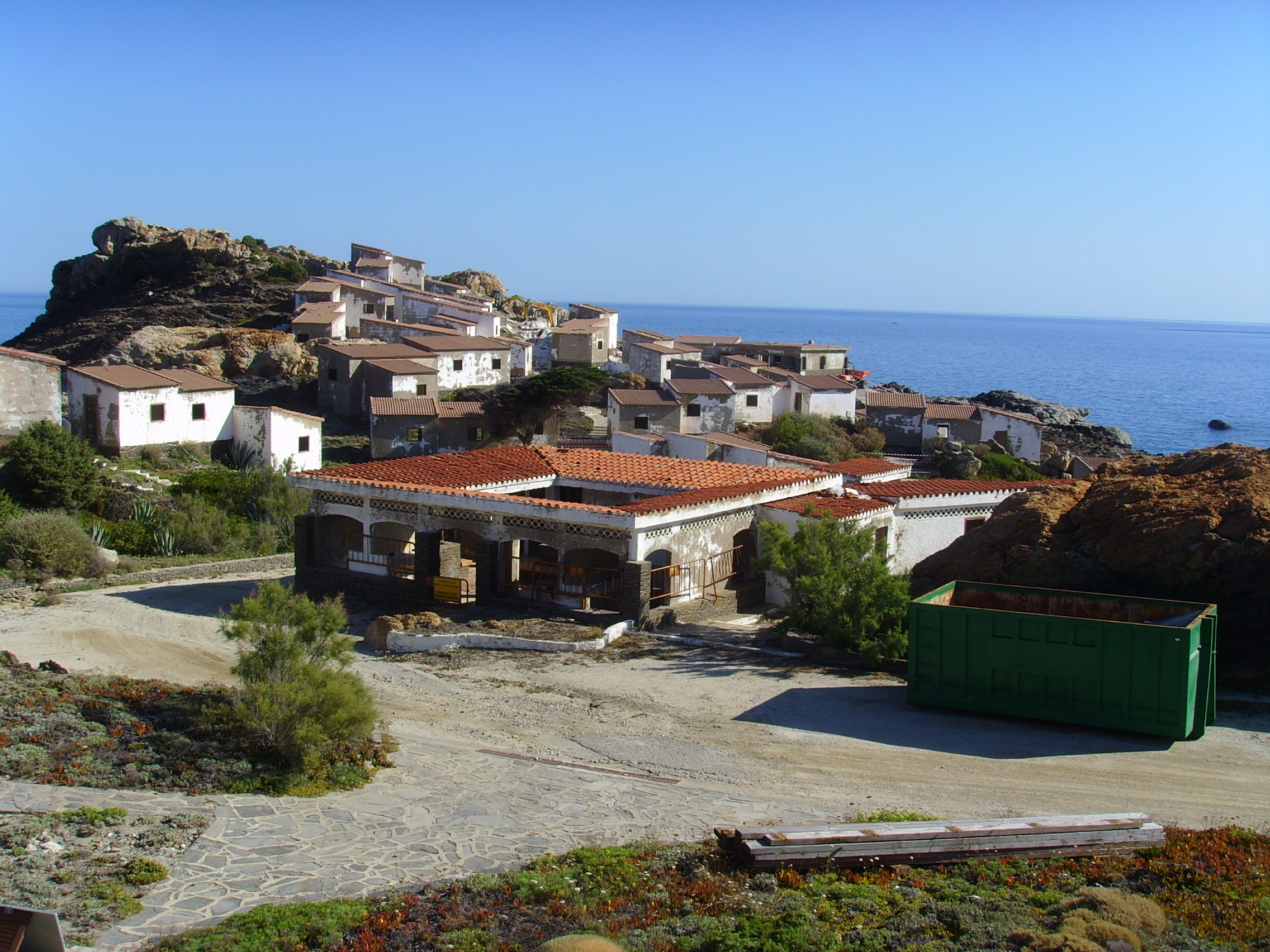
Club Med, banys comunitaris en primer pla i habitacles al fons, foto 2009
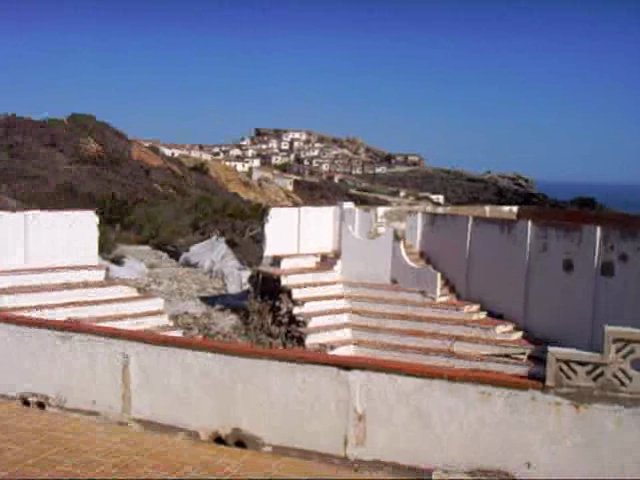
Club Med, en primer pla l'amfiteatre i al fons habitacles, foto 2009
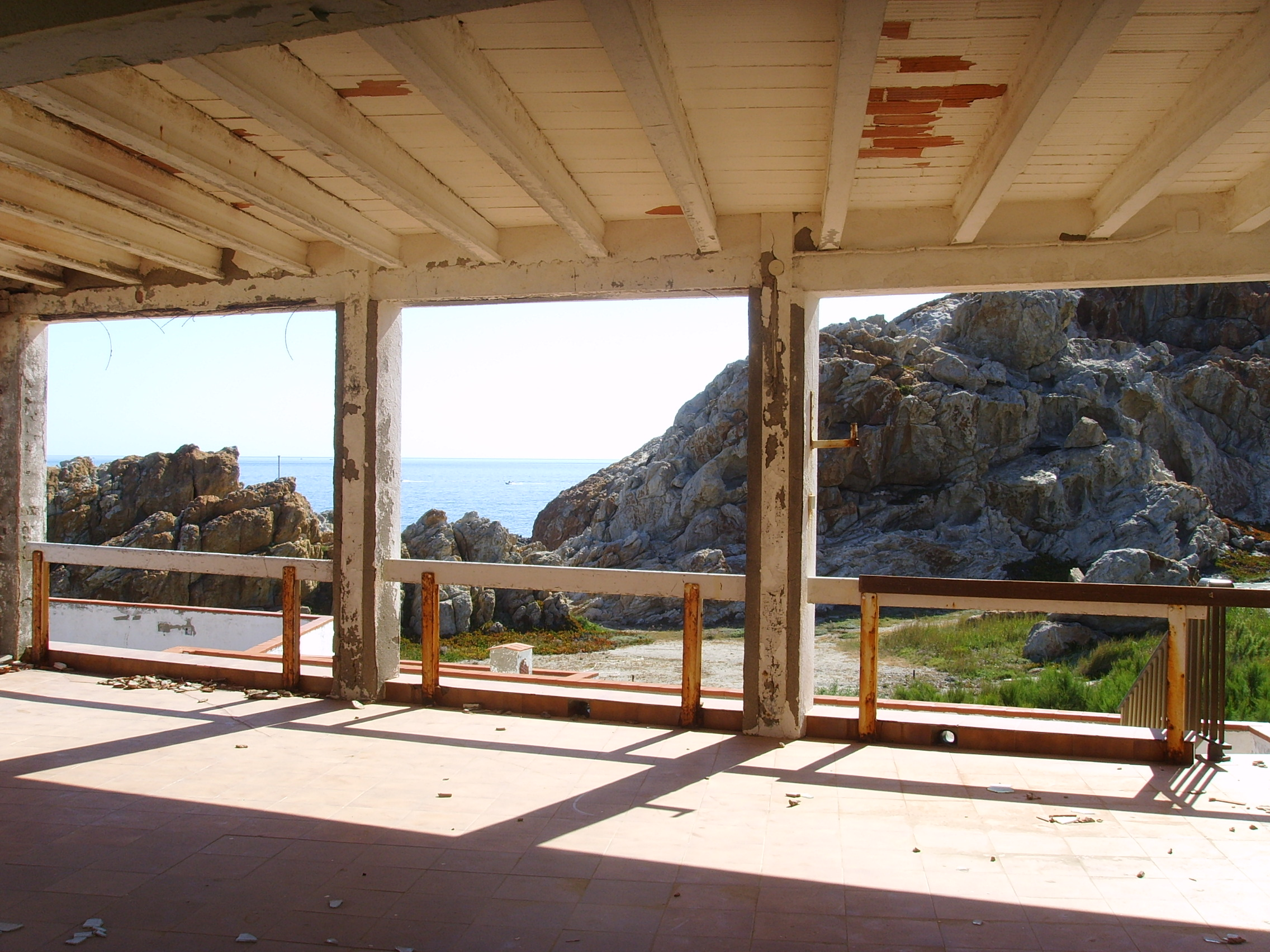
Club Med, interior del bar, foto 2009